# 荣盛石化
榮盛石化股份有限公司，簡稱榮盛石化股份，以及榮盛石化（英語：Rongsheng Petrochemical Co.,Ltd.，深交所：002493），是在1995年，由李水榮、李永慶、李成浩、倪信才、趙關龍、蕭山市益農鎮資產經營公司設立前身「蕭山市榮盛紡織有限公司」，總部位於杭州蕭山。2001年，更名為「浙江榮盛化學纖維有限公司」；2003年，更名為「榮盛化纖集團有限公司」；2007年，更名為「榮盛化纖股份有限公司」；同年，更名為「榮盛石化股份有限公司」。業務在中國內地和全球經營石化和化纖（產品炼化、芳烃、烯烃、精对苯二甲酸、MEG、聚酯及涤纶丝）的研发、生产和销售，現時為浙江榮盛控股集團有限公司作為主要股東。

## 历史
在1995年，由李水榮、李永慶、李成浩、倪信才、趙關龍、蕭山市益農鎮資產經營公司設立前身「蕭山市榮盛紡織有限公司」，總部位於杭州蕭山市，初期曾經經營紡織品產業。
2001年，更名為「浙江榮盛化學纖維有限公司」。  
2003年，更名為「榮盛化纖集團有限公司」。
2007年，更名為「榮盛化纖股份有限公司」；同年，更名為「榮盛石化股份有限公司」。
2010年11月12日，該公司於深圳證券交易所上市，招股定價為53.8元人民幣，股份數目為5.6億股，集資額為301.28億元人民幣，用作擴充產能。
2018年9月27日，榮盛石化以6.08億元人民幣，收購母公司榮盛控股集團旗下「浙江永盛薄膜科技有限公司」及「浙江聚兴化纤有限公司」所持70%股權。